# Kunszentmárton
Kunszentmárton (Sant Martí dels cumans, en català) és una població hongaresa de la província de Jász-Nagykun-Szolnok.
L'any 2001 tenia 9.674 habitants. El terme municipal ocupa 143,65 km².
El riu Körös, afluent del Tisza passa per Kunszentmárton. L'abril del 2006, el riu Körös arribà a l'alçada de 1.041 cm al seu pas pel poble.